# Thuy-Han Nguyen-Chi
Thuy-Han Nguyen-Chi (geboren 1988 in Reutlingen), ist eine deutsche Künstlerin und Filmemacherin.

## Leben
Thuy-Han Nguyen-Chi studierte Kunstgeschichte und Lateinische Philologie an der Goethe-Universität und von 2010 bis 2015 Bildende Kunst an der Städelschule in Frankfurt am Main bei Simon Starling und Peter Fischli. Sie war Stipendiatin der Studienstiftung des deutschen Volkes und MFA-Kandidatin (2019) in der Abteilung FVNMA an der School of the Art Institute of Chicago, wo sie von 2017 bis 2019 Film studierte. Seit 2020 promoviert sie im Bereich Film an der University of Westminster zum Thema In Search for Imaginations of Freedom: Exploring Freedom of Movement through The Eye(s) of The Refugee and The Camera. Sie lebt und arbeitet in Berlin und London.

## Werk
Thuy-Han Nguyen-Chi arbeitet in den Bereichen Film, Video, Sound, Performance und interdisziplinäre Forschung. Sie erforscht die Konzepte von Freiheit im Zusammenspiel von Film und Filmtheorie, Critical Refugee Studies und postkolonialer Theorie, persönlichem und prothetischem Gedächtnis sowie individueller und kollektiver Geschichte. Zusammen mit der Quantenphysikerin Gabriela Barreto Lemos und der Psychologin Francie Missbach gründete sie das Intercluster for Critical Intimacy (ICI), ein Kollektiv, das Kunst, Wissenschaft und gesellschaftliche Transformation durch interdisziplinäre Interventionen in konkreten Kontexten verbindet.
Für ihren Film Into the Violet Belly erhielt Thuy-Han Nguyen-Chi den Deutschen Kurzfilmpreis. Die Lola wurde ihr am 23. November 2023 in Hamburg verliehen. In der Jurybegründung heißt es:  „Während ihrer Flucht über das Meer sieht ihre Mutter – eine Nichtschwimmerin – sich gezwungen in die Tiefen des Ozeans zu springen. (...) Auf behutsame Weise nähert sich die Filmemacherin den traumatischen Fluchterfahrungen ihrer Mutter an. Ein vielschichtiges, digital-poetisches Werk breitet sich wie ein Organismus aus, indem Migration, Mythologie und spekulativer Futurismus spielerisch zueinander finden.“

## Preise
- 2023: Deutscher Kurzfilmpreis Lola in der Kategorie „Experimentalfilm bis 30 Minuten Laufzeit“ für Into the Violet Belly[10]

## Ausstellungen

### Einzelausstellungen
- 2019: mit Gaile Griciute: A Situation Which Resists Completion, Atletika, Vilnius[3]
- 2022: Super Feelings Episode 3: Thuy-Han Nguyen-Chi – Into the Earth Below, the Blue Blur of Bones, De Appel, Amsterdam[11]
- 2020: I unexpectedly became aware of lying in a bed located in a city located on the earth located in the world located in hxstory, Haus Wien
- 2021: Art Hub, Copenhagen
- 2022: mit Jade Barget und Fabian Saul: They breathe, the celestials, Installation/Screening Maxim Gorki Theater Berlin[12]

### Performances
- 2015: Crumbling Through Powdery Air, Performance mit Miriam Bettin, Stefan Cantante, Il-Jin Atem Choi, Siri Hagberg, Lina Hermsdorf, Sophia Lee, Filippa Pettersson und Natalia Rolón im Rahmen der Ausstellungseröffnung von Otobong Nkanga im Portikus, Frankfurt am Main[13]

### Gruppenausstellungen
- 2018: Die Stelle des Schnitts, Kunstverein Nürnberg
- 2020: Sets and Scenarios, Nottingham Contemporary, Nottingham[14]
- 2021: Thinking Beyond. Moving Images for a Post-Pandemic World, Lo Schermo dell’Arte, Florenz[15]
- 2022: This undreamt of sail is watered by the white wind of the abyss, Hamburger Bahnhof, 12. Berlin Biennale[16]
- 2022: The London Open 2022, Whitechapel Gallery, London[17]
- 2023: A Body of Memory, Kunsthall Trondheim[18]

## Filmografie
- 2016: Linger On Your Pale Blue Eyes
- 2019: The In/Extinguishable Fire
- 2022: Into the Violet Belly[19]